# Adenopodia patens
Adenopodia patens là một loài thực vật có hoa trong họ Đậu. Loài này được (Hook. & Arn.) Brenan miêu tả khoa học đầu tiên.